# 梅爾佐 (密蘇里州)
梅爾佐（英語：Melzo）是位於美國密蘇里州傑佛遜縣的非建制地區。

## 歷史
梅爾佐的郵局於1906年設立，其後於1938年停運。

## 地理
梅爾佐所處的海拔為高於海平面277米（即909英呎），而該地所採用的時區為UTC-6，即北美中部時區（CST）。同時該地設有夏令時間，為UTC-6調快一小時，即UTC-5（CDT）。